# 트리폴리 국제 올림픽 경기장
트리폴리 국제 올림픽 경기장(아랍어: استاد طرابلس الاولمبي الدولي, 영어: Tripoli International Olympic Stadium)은 레바논 트리폴리에 있는 다목적 경기장이다. 2000년 AFC 아시안컵 경기장으로 활용되었다. 현재는 레바논 럭비 국가대표팀 홈구장으로 사용하고 있다.